# Ключ 155
Ключ 155 (трад. и упр. 赤) — ключ Канси со значением «красный»; один из 20, состоящих из семи штрихов.
В словаре Канси есть 31 символ (из 49 030), которые можно найти c этим радикалом.

## История
Древняя идеограмма, от которой произошел иероглиф «красный», изображала «большой» и «костер, огонь».
В современном языке иероглиф имеет значения: «алый, рыжий, бурый», «советский, революционный», «искренний, откровенный, чистосердечный, голый, босой» и др.
В качестве ключевого знака иероглиф используется редко.

Вид в Цзиньвэнь
Вид в Цзягувэнь
Вид в большой печати Чжуаньшу
Вид в малой печати Чжуаньшу

В словарях находится под номером 155.

## Примеры иероглифов
| Доп. штрихи | Традиционные |
| ----------- | ------------ |
| 0           | 赤           |
| 4           | 赥 赦        |
| 5           | 赧           |
| 6           | 赨 赩 赪     |
| 7           | 赫           |
| 9           | 赬 赭 赮     |
| 10          | 赯           |

- Примечание: Ваш браузер может отображать иероглифы неправильно.